# غونيرزبري (محطة مترو أنفاق لندن)
غونيرزبري (بالإنجليزية: Gunnersbury)‏ هي إحدى محطات مترو أنفاق لندن. تقع على خط ديستريكت أفتتحت في المنطقة (Zone) رقم 3 أفتتحت في 1 يناير 1869، 1 يونيو 1877.